# Spaniotoma bifurcata
Spaniotoma bifurcata är en tvåvingeart som först beskrevs av Tokunaga 1936.  Spaniotoma bifurcata ingår i släktet Spaniotoma och familjen fjädermyggor. Inga underarter finns listade i Catalogue of Life.